# پادشاهی قره‌خواجه
پادشاهی قره‌خواجه یا پادشاهی قوچو یک پادشاهی تخاری-اویغوری بود که در سال ۸۴۳ م توسط پناهندگان اویغور که از ویرانی خاقانات اویغور می‌گریختند بنیاد شد. این پناهندگان توسط قرقیزهای ینی‌سئی از منطقه خود رانده شده بودند. پایتخت تابستانی پادشاهی شهر قره‌خواجه (قوچو) و پایتخت زمستانی آنها بش‌بالغ بود. خواجه واژه‌ای فارسی به معنای «آقا» و قره واژّه‌ای ترکی به معنای «سیاه» است.
فرهنگ مملکت قره‌خواجه عمدتاً ترکی و تخاری بود، اما مردمان چینی و ایرانی نظیر سغدی‌ها نیز در آن قلمرو زندگی می‌کردند. روحانیون ایرانی در این پادشاهی نیایشگاه‌های مانوی خود را داشتند. حدود العالم که به فارسی نوشته شده برای این شهر نام «شهر چینی‌ها» استفاده می‌کند. پیتر بی. گلدن می‌نویسند که اویغورها نه تنها نظام نوشتاری و دین سغدی‌ها را از آن خود کردند، بلکه به دین‌های مانوی، بودایی و مسیحیت نیز روی آوردند، آن‌ها سغدی‌ها را الگو و استاد خود می‌دانستند. سغدی‌ها بازرگانان اصلی جاده ابریشم و فرهنگ‌سازان منطقه بودند. اویغورها به مرور جای آنان را گرفتند.